# DeBrug
Het gebouw DeBrug is gelegen aan de Rotterdamse Nassaukade aan de zuidzijde van de Nieuwe Maas. DeBrug was het hoofdkantoor van Unilever Nederland B.V. en is geplaatst boven de margarinefabriek Blue Band. Het gebouw is 133 meter lang en 'zweeft' op 25 meter hoogte. Het werd circa 100 meter van de definitieve locatie afgemonteerd en vervolgens langzaam over de margarinefabriek geschoven.
Het door JHK Architecten ontworpen gebouw met een vloeroppervlak van 15.000 vierkante meter werd in september 2005 in gebruik genomen. Er werkten toen ongeveer 750 medewerkers.
In 2019 verhuisde Unilever naar het voormalige Shellgebouw aan het Hofplein. Vanaf 2023 huurt softwarebedrijf JEX het gehele pand.
Rondom het pand wordt er sinds 2023 gewerkt aan een stedenbouwkundig project, De Kaai, wat onder meer duizend woningen behelst en diverse publieke voorzieningen.